# Aeroporto di Forlì L. Ridolfi
De Luchthaven Forli (Italiaans: Aeroporto di Forlì "L. Ridolfi") (IATA: FRL, ICAO: LIPK) is een luchthaven dicht bij Forlì, in de regio Emilia-Romagna in Noord-Italië. Ze is genoemd naar Luigi Ridolfi (1894-1919), een Italiaanse piloot die in Forlì werd geboren.
De luchthaven heeft één start- en landingsbaan van 2560 m lengte en 45 m breedte.